# Simon Karchne
‎Simon Karchne, slovenski jezuit, filozof in teolog, * 23. oktober 1649, Vipava, † 11. december 1722, Gradec.
Bil je rektor Jezuitskega kolegija v Ljubljani med 1. januarjem 1704 in 27. januarjem 1707; poučeval je tudi v Gradcu in na Univerzi v Gradcu.
Bil je tudi veliki kancler dveh univerz: v Trnavi (1702-1703) in Univerza v Gradcu (1707-1724).